# Armée régionale japonaise de Chine du Sud
L'armée régionale japonaise de Chine du Sud (南支那方面軍, Minami Shina hōmen gun) est une partie de l'armée impériale japonaise durant la seconde guerre sino-japonaise.

## Histoire
L'armée régionale japonaise de Chine du Sud est formée le 9 février 1940 et placée sous le contrôle de l'armée expéditionnaire de Chine. Elle est transférée sous le contrôle direct du quartier-général impérial le 23 juillet 1940. Basée à Canton, elle est responsable de la direction de l'invasion japonaise de Chine du Sud, de l'occupation de la province du Guangdong et du contrôle des opérations militaires dans la province voisine du Guangxi. Elle est dissoute le 26 juin 1941 et ses unités sont retournées à l'armée expéditionnaire de Chine.

## Commandement

### Commandants
|   | Nom                             | De              | À              |
| - | ------------------------------- | --------------- | -------------- |
| 1 | Lieutenant-général Rikichi Andō | 10 février 1940 | 5 octobre 1940 |
| 2 | Lieutenant-général Jun Ushiroku | 5 octobre 1940  | 26 juin 1941   |

### Chef d'état-major
|   | Nom                          | De              | À             |
| - | ---------------------------- | --------------- | ------------- |
| 1 | Major-général Hiroshi Nemoto | 10 février 1940 | 1er mars 1941 |
| 2 | Major-général Rimpei Katō    | 1er mars 1941   | 28 juin 1941  |